# Sintema emiliano-romagnolo superiore
Il sintema emiliano-romagnolo superiore o AES è un'unità alluvionale con depositi di conoide prossimale e depositi intravallivi terrazzati, che comprende diverse zone delle province di Parma, Piacenza, Bologna e Rimini. L'età complessiva dell'unità è Pleistocene medio-Olocene.
È costituita da ghiaie prevalenti in corrispondenza degli apparati fluviali principali passanti a limi prevalenti con rare intercalazioni di sabbia e ghiaia nelle aree di interconoide. 
La sedimentazione dell'AES prende inizio al termine di un evento minore, ancorché regionale, di sollevamento delle strutture appenniniche, registrato in affioramento da una superficie di discontinuità erosiva. Tale superficie, riconoscibile anche nei profili sismici, risulta particolarmente evidente in corrispondenza dei principali fronti strutturali sepolti.
La Commissione Italiana di Stratigrafia della Società Geologica Italiana ha convenuto di suddividere ulteriormente questo sintema in ben 8 subsintemi per le peculiarità di organizzazione stratigrafica, elencati di seguito:
- AES1 - subsintema di Monterlinzana – nel comune di Medesano, in provincia di Parma, appartenente al Sintema Emiliano-Romagnolo superiore (sintema stratigrafico dell'Emilia-Romagna)
- AES2 - subsintema di Maiatico – nel comune di Sala Baganza, in provincia di Parma - appartenente al Sintema Emiliano-Romagnolo superiore (sintema stratigrafico dell'Emilia-Romagna)
- AES3 - subsintema di Aguzzano – in provincia di Piacenza, appartenente al Sintema Emiliano-Romagnolo superiore (sintema stratigrafico dell'Emilia-Romagna)
- AES4 - subsintema di Liano – nel comune di Castel San Pietro Terme, in provincia di Bologna, appartenente al Sintema Emiliano-Romagnolo superiore (sintema stratigrafico dell'Emilia-Romagna)
- AES5 - subsintema di Torre Stagni – nel comune di Monteveglio, in provincia di Bologna, appartenente al Sintema Emiliano-Romagnolo superiore (sintema stratigrafico dell'Emilia-Romagna)
- AES6 - subsintema di Bazzano – in provincia di Bologna, appartenente al Sintema Emiliano-Romagnolo superiore (sintema stratigrafico dell'Emilia-Romagna)
- AES7 - subsintema di Villa Verucchio – nel comune di Verucchio, provincia di Rimini, appartenente al Sintema Emiliano-Romagnolo superiore (sintema stratigrafico dell'Emilia-Romagna)
- AES8 - subsintema di Ravenna, appartenente al Sintema Emiliano-Romagnolo superiore (sintema stratigrafico dell'Emilia-Romagna).